# Kristina Hautala
Kristina Hautala, född 28 juni 1948 i Stockholm, är en svensk sångare med stora framgångar i slutet av 1960-talet i Finland. Mest känd för att ha representerat Finland i Eurovision Song Contest 1968 i London med låten Kun kello käy.
1966 släppte hon på skivbolaget Scandia debutsingeln En koskaan, den finska versionen av Dusty Springfields världshit You Don't Have To Say You Love Me. Kristina blev stjärna över en natt och flyttade till Finland och var under den senare häften av 60-talet en av landets mest framgångsrika pop- och schlagersångerskor. Vid sidan av En koskaan hörde Rakkautta vain (Beatles låt All You Need Is Love) och Kuinkas hurisee (Peggy Lees låt So What's New) till hennes största hittar. Under åren 1966-1970 släppte hon sammanlagt ett 20-tal singlar på Scandia. År 1970 gjorde hon krogshow på anrika Adlon med Lasse Mårtenson. Samarbetet utmynnade också i albumet Kristina & Lasse. Kristina samarbetade också mycket med Johnny. Sommaren 1967 turnerade hon Finland kring med Johnny Show.
Efter fem intensiva år valde hon att lämna artistlivet bakom sig och flyttade hem till Stockholm. Där studerade hon psykologi, sociologi och pedagogik vid universitet och har efter det jobbat som psykolog och konstterapeut.
År 2003 gjorde hon comeback som sångerska med visalbumet Hetki tää som hon gjorde i samarbete med Matti Viita-aho Group.